# Muriel Cooper
Muriel Cooper (1925 – 26 de mayo de 1994) fue una pionera diseñadora de libros, diseñadora digital, investigadora y educadora. Ella fue la primera directora de diseño de la MIT Press, instalando un estilo influenciado por la Bauhaus en sus muchas publicaciones. Ella luego fue la fundadora en MIT del Visible Language Workshop, y luego se convirtió en una co-fundadora del MIT Media Lab. En 2007, un artículo delNew York Times la llamó "la heroína del diseño de la que probablemente no has sabido".

## Primeros años, educación e influencias
Muriel Ruth Cooper nació en 1925 en Brookline, un suburbio del interior de Boston, Massachusetts.  : 2 Ella era la mayor de tres hermanos.  : 2 